# 駅前物語
『駅前物語』（えきまえものがたり）は、青森放送のテレビ番組『金曜ワイドあおもり』内で1990年4月から1995年3月まで放送されたコーナー、および同番組の終了後に独立して不定期に放送されていた特別番組。

## 概要
大友寿郎（一時期野坂真理が引き継ぐ）が青森県内の駅を訪ね、伊奈かっぺい直筆の指令をその駅周辺で成しとげるというもの。指令を果たす際に出会う、地元の人々とのふれあいを描く。
本番組（コーナー）終了後、下北交通大畑線・南部縦貫鉄道・十和田観光電鉄鉄道線・弘南鉄道黒石線が、それぞれ廃止された。また、東北新幹線・北海道新幹線の開業と、東北新幹線新青森(全線)開業により、東北本線の青森県内区間が、青い森鉄道に転換されている。

## 第1期
- 出演者は大友寿郎（当時RABアナウンサー）[2]。コート姿がトレードマーク。『金曜ワイドあおもり』内のコーナーとして放送。
- スタジオには青森県の略地図に全駅を網羅したボードが用意され、指令を達成し終えると、その駅に鋲をはめ込む。
- 第1回目は1990年4月のJR五能線風合瀬駅。青森県内全ての駅を巡り、最終回は1993年11月5日のJR津軽線大川平駅[3]。
- 1992年2月7日放送の第87回目では、ハワイでの海外ロケ（カアナパリ駅）[4]で大友ではなく伊奈かっぺい自ら“取材”に行った。
- 1992年5月8日の放送では、「駅前物語」第100回スペシャルとして南部縦貫鉄道「レールバスの旅」と称してコーナー史上初の生中継を行った。なお、このスペシャルでは、「レールバス」に伊奈と野坂及び抽選で選ばれた視聴者30人が乗車し、大友は七戸駅ホームで待つ内容だった。また、この回の放送は、平成3年日本民間放送連盟賞の「テレビ娯楽部門 優秀賞」を受賞した。
- 1993年11月5日の放送では、「駅前物語」の最終回だったため、『金曜ワイドあおもり』の冒頭ではスタジオを駅ホームに仕立て、出演者によるミニドラマを行った。
- コーナー終了後の1994年1月7日放送では、「駅前物語」のダイジェスト版として「思い出の駅前物語」が放送された。この際、コーナー最後に、伊奈から「野坂が再度訪れて、鋲を抜いていったら」と提案され、この提案は、同年4月から「新駅前物語」として実現している。(詳細は後述参照)

## 第2期（新駅前物語）
- 出演者は野坂真理。『金曜ワイドあおもり』内のコーナーとして放送。
- スタジオには大友時代のボードが用意され、指令を達成し終えると、その駅から鋲を抜く。
- 第1回目は1994年4月1日のJR五能線大間越駅、レギュラー放送の最終回はJR奥羽本線・弘南鉄道弘南線弘前駅。
- 1994年9月16日には「大友vs野坂」という対決があり、大友は南部縦貫鉄道（現在は廃止）営農大学校前駅前（指令は名前が“1000人”並んでいるものを探せ）を、野坂は弘南鉄道弘南線柏農高校前駅前（指令は名前が“100人”並んでいるものを探せ）を訪ねた。
- 1995年3月、『金曜ワイドあおもり』終了のため途中で事実上の打ち切り。未完であるため、特別番組として継続することが発表された。

## 第3期（特別番組）
- 出演者は再び大友寿郎。
- 1996年頃まで、8月の旧盆や年末に単発で放送。ただし、第2期で訪れていない分の全駅の放送は未だされていない。また、ボードも省略されている。
- 2010年6月1日、「ようこそ青森!東北新幹線全線開業まであと半年! 新幹線☆駅前物語2010」という題で久しぶりの復活を遂げた。放送時間は15:50 - 16:20。同年12月4日に開業を控えたJR東北新幹線新青森駅[5]と七戸十和田駅を訪ねる。新青森駅では「しんさん、かんさん、せんさんを探せ」、七戸十和田駅では「ちょうど3時間5分[6]かかる事を探せ」という指令が下った[7]。この放送で大友は17年[8]ぶりにこのコーナーで愛用していたコートを着用した。なお、2010年の復活版で、大友は17年ぶり（厳密には16年7か月ぶり）と言っていたが、1994年9月16日に『金曜ワイドあおもり』内で「大友VS野坂」の対決が行われたため、実際には16年ぶり（厳密には15年9か月ぶり）となる。